# Cambaroides japonicus
Cambaroides japonicus е вид десетоного от семейство Cambaridae.

## Разпространение и местообитание
Видът е разпространен в Япония (Хокайдо).
Обитава сладководни басейни, реки и потоци.

## Описание
Популацията на вида е намаляваща.